# Les Mouches
Pour les articles homonymes, voir Mouche (homonymie).
Les Mouches est un drame en trois actes de Jean-Paul Sartre créé le 2 juin 1943 au théâtre de la Cité dans une mise en scène de Charles Dullin. Il prend racine à l'intérieur du mythe grec antique des Atrides pour développer une conception philosophique de la tragédie mettant fin aux sanglants combats des fils d'Atrée.
C'est la première pièce de Sartre représentée, si l'on excepte Bariona, montée alors qu'il était en captivité.

## Genèse
Une jeune comédienne, Olga Kosakiewicz, amie très proche de Sartre et de Simone de Beauvoir, suivait des cours d'art dramatique chez Charles Dullin. Celui-ci confia au philosophe que l'idéal serait qu'elle joue dans une pièce de théâtre pour apprendre son métier d'actrice. C'est ainsi que Sartre composa Les Mouches. 
Sartre fit la connaissance d'Albert Camus à l'occasion de la première et pensa à lui pour tenir le rôle de Garcin dans Huis clos, rôle finalement créé l'année suivante au théâtre du Vieux-Colombier par Michel Vitold.

## Argument
Oreste rentre à Argos, sa ville natale envahie par les mouches. Il se fait appeler Philèbe et est accompagné de son précepteur, Le Pédagogue. Il y rencontre un peuple torturé : chacun est rongé par le repentir de ses crimes, jusqu'aux souverains, Clytemnestre et Égisthe, mère et beau-père d'Oreste qui ont assassiné son père Agamemnon à son retour de la guerre de Troie et ont ordonné à des complices de se débarrasser d'Oreste, alors âgé de trois ans. Pris de pitié, les complices ont laissé Oreste en vie et l'ont abandonné à son sort.
Électre, sœur d'Oreste réduite en esclavage au palais, tente de soulever une révolte du peuple contre cette éternelle pénitence, mais Jupiter l'en empêche.
Entraîné par sa sœur à qui il a révélé sa véritable identité, Oreste décide de venger Agamemnon en assassinant Égisthe et Clytemnestre. Jupiter ne réussit à convaincre ni Oreste de renoncer à son crime, ni Égisthe de ne pas se laisser tuer. Après le meurtre, le frère et la sœur se réfugient dans le temple d'Apollon, sous la menace des mouches de Jupiter.
Ce dernier obtient finalement le repentir d'Électre, mais pas celui d'Oreste qui quitte Argos, libérant ses nouveaux sujets de leurs remords et des mouches.

## Distribution
- Charles Dullin : Jupiter
- Paul Œttly : le grand prêtre
- Jean Lannier : Oreste
- Olga Dominique : Électre
- Delia-Col : Clytemnestre
- H. Norbert : Égisthe
- Lucien Arnaud
- Marcel d'Orval
- Bender
- Jean Joffre
- Mmes Perret, Cassan

- Mise en scène : Charles Dullin
- Décors et costumes : Henri-Georges Adam
- Musique : Jacques Besse

## Thèmes abordés
- Si vous ne connaissez pas le sujet, laissez ce bandeau (vous pouvez alors contacter les auteurs).
- Si vous supprimez le contenu mis en cause (vous pouvez préalablement contacter les auteurs),

argumentez précisément cette suppression dans la page de discussion
(un manque de référence n'est pas un argument ; une recherche réelle de référence doit avoir été effectuée, être formellement documentée).

### Le repentir
Les habitants d'Argos sont enfermés dans un perpétuel repentir : l'intrigue se déroule lors de la fête des morts, qui sont exhortés à venir tourmenter les vivants pour leur faire payer leurs fautes.
Pour Oreste, regretter un crime est un moyen lâche de s'en défaire, il choisit d'assumer pleinement son double meurtre qu'il considère comme juste.
Il faut bien sûr rapprocher la scène finale, où Oreste part en assumant tous les crimes des habitants d'Argos, du rachat des péchés humains par le Christ dans l'Évangile ; et la fin de la pièce porte l'interrogation sur la possibilité de porter les fautes d'un autre.
La dernière scène montre les deux réactions opposées qu'on peut avoir face à un crime : le remords et le retour au « troupeau », attitude adoptée par Électre ; ou au contraire le choix d'assumer ses actes et de vivre avec. Oreste a choisi la deuxième voie. C'est pourquoi il est libéré de son fardeau (son destin) et ne s'est pas encombré d'un deuxième : le remords.
Mais Oreste décide finalement de se sacrifier pour son peuple. Il s'enfuit, poursuivi par les Érinyes et libère la ville de leur présence, il laisse les hommes seuls en face de leur condition, c'est à eux de se construire par leurs actes, en effet il ne devient pas une nouvelle idole car, selon Sartre, le seul moyen de rendre les hommes responsables est de leur ôter le voile de leurs illusions.

### La liberté
« Le secret douloureux des dieux et des rois, c'est que les hommes sont libres », explique Jupiter à Égisthe.
En effet, Jupiter intervient dans la pièce dès que quelqu'un l'invoque (Électre puis Oreste) pour faire un « miracle », mais perd tout pouvoir sur celui qui se sait libre. De même Égisthe ne pourrait gouverner si son peuple avait conscience de l'impuissance du souverain. C'est pourquoi ils doivent empêcher Oreste de « contaminer » le peuple (le « troupeau »). Mais ce peuple semble se complaire dans sa pénitence, et rejette la proposition de liberté que lui fait Électre.
On peut ici voir une symbolique politique, présente tout au long de l'œuvre. Sartre critique la tyrannie et le fait qu'elle prive le peuple de libertés, tout en mettant en évidence le rôle du peuple lui-même qui contribue à cette dépossession.
C'est parce que la liberté a un coût : c'est elle qui fait d'Oreste un personnage totalement isolé, abandonné tour à tour par son précepteur, par Jupiter, par sa sœur et par son peuple. Mais Oreste est libéré et peut se gouverner lui-même. Il n'a plus de dieux au-dessus de sa tête.
Sartre invite ici le lecteur à l'introspection. Il lui fait prendre conscience de son pouvoir sur lui-même.

### La portée politique
Sartre, en écrivant cette pièce s'est donné pour but de lutter contre la légitimation du régime en place, c'est-à-dire le repentir véhiculé par le catholicisme, allié des nazis. Il faut penser à remettre cette pièce dans son contexte historique, en attribuant à Oreste les traits du surhomme nietzschéen ou de l'antéchrist il voulait redonner courage au peuple français dont la situation se retrouve aisément chez les Argiens. Égisthe et son allié Jupiter représentent le duo Pétain / catholicisme qui conseillait avec bienveillance "le devoir de collaborer" (La Croix, 4 janvier 1941). Oreste est donc de toute évidence le résistant type qui rétablit ce qui aurait dû être et supprime un état de fait injuste.